# Danh sách di sản văn hóa Tây Ban Nha được quan tâm ở Llubí
Danh sách di sản văn hóa Tây Ban Nha được quan tâm ở Llubí.
| Tên                                         | Dạng                | Địa điểm | Tọa độ                                        | Số hồ sơ tham khảo? | Ngày nhận danh hiệu? | Hình ảnh                                       |
| ------------------------------------------- | ------------------- | -------- | --------------------------------------------- | ------------------- | -------------------- | ---------------------------------------------- |
| Quần thể Tiền sử Es Racons (Son Roig)       | Di tích Khảo cổ học | Llubí    | 39°41′28″B 3°00′23″Đ / 39,691098°B 3,006484°Đ | RI-51-0002152       | 10-09-1966           | Conjunto Prehistórico Es Racons · Upload image |
| Creu Son Jordà, hay Creu Des Molí Son Rafal | Di tích             | Llubí    |                                               | RI-51-0010301       | 25-09-1998           | Upload image                                   |
| Creu Son Ramis                              | Di tích             | Llubí    |                                               | RI-51-0010302       | 25-09-1998           | Upload image                                   |
| Creu Son Setrí                              | Di tích             | Llubí    |                                               | RI-51-0010303       | 25-09-1998           | Upload image                                   |
| Creu Carrer Sa Creu                         | Di tích             | Llubí    |                                               | RI-51-0010304       | 25-09-1998           | Upload image                                   |
| Hang Sa Cleda (Sa Pleta)                    | Di tích             | Llubí    |                                               | RI-51-0002150       | 10-09-1966           | Upload image                                   |
| Hang Ses Coves                              | Di tích             | Llubí    |                                               | RI-51-0002151       | 10-09-1966           | Upload image                                   |
| Hang Son Burguet (Sa Cova)                  | Di tích             | Llubí    |                                               | RI-51-0002157       | 10-09-1966           | Upload image                                   |
| Hang Son Fiol                               | Di tích             | Llubí    |                                               | RI-51-0002158       | 10-09-1966           | Upload image                                   |
| Hang Son Marget                             | Di tích             | Llubí    |                                               | RI-51-0002159       | 10-09-1966           | Upload image                                   |
| Hang Son Rossinyol (Ses Vịnh nhỏ SŽaigo)    | Di tích             | Llubí    |                                               | RI-51-0002163       | 10-09-1966           | Upload image                                   |
| Hang Son Rossinyol (SŽhort)                 | Di tích             | Llubí    |                                               | RI-51-0002164       | 10-09-1966           | Upload image                                   |
| Hang Vinagrella (Cova Des Cabrits)          | Di tích             | Llubí    |                                               | RI-51-0002169       | 10-09-1966           | Upload image                                   |
| Tàn tích Tiền sử Benifalet                  | Di tích             | Llubí    |                                               | RI-51-0002147       | 10-09-1966           | Upload image                                   |
| Tàn tích Tiền sử Sa Cleda (Can Caseta)      | Di tích             | Llubí    |                                               | RI-51-0002149       | 10-09-1966           | Upload image                                   |
| Tàn tích Tiền sử Sa Verdereta               | Di tích             | Llubí    |                                               | RI-51-0002167       | 10-09-1966           | Upload image                                   |
| Tàn tích Tiền sử Son Burguet (Can Corbera)  | Di tích             | Llubí    |                                               | RI-51-0002156       | 10-09-1966           | Upload image                                   |
| Tàn tích Tiền sử Son Perot Alomar           | Di tích             | Llubí    |                                               | RI-51-0002160       | 10-09-1966           | Upload image                                   |
| Tàn tích Tiền sử Son Perotet SŽestany       | Di tích             | Llubí    |                                               | RI-51-0002161       | 10-09-1966           | Upload image                                   |
| Tàn tích Tiền sử Son Prim (Sa Pleta)        | Di tích             | Llubí    |                                               | RI-51-0002162       | 10-09-1966           | Upload image                                   |
| Tàn tích Tiền sử Son Terrassa               | Di tích             | Llubí    |                                               | RI-51-0002165       | 10-09-1966           | Upload image                                   |
| Tàn tích Tiền sử Son Tovell                 | Di tích             | Llubí    |                                               | RI-51-0002166       | 10-09-1966           | Upload image                                   |
| Talaiot Es Cavulls                          | Di tích             | Llubí    |                                               | RI-51-0002148       | 10-09-1966           | Upload image                                   |
| Talaiot Sa Serra Muro (Can Carreres)        | Di tích             | Llubí    |                                               | RI-51-0002153       | 10-09-1966           | Upload image                                   |
| Talaiot Son Bessó                           | Di tích             | Llubí    |                                               | RI-51-0002154       | 10-09-1966           | Upload image                                   |
| Talaiot Son Burguet (Can Tòfol)             | Di tích             | Llubí    |                                               | RI-51-0002155       | 10-09-1966           | Upload image                                   |
| Talaiot Vinagrella (Es Forn Calç)           | Di tích             | Llubí    |                                               | RI-51-0002168       | 10-09-1966           | Upload image                                   |